# Elizabeth Peabody

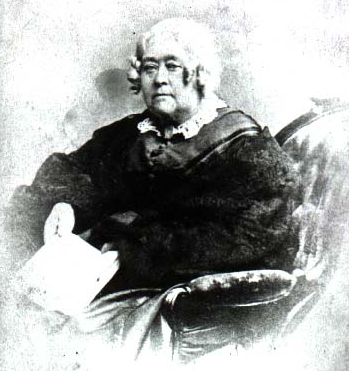
Elizabeth Palmer Peabody.

Elizabeth Palmer Peabody (Billerica, 16 de mayo de 1804 - Jamaica Plain, 3 de enero de 1894) fue una educadora estadounidense que abrió el primer jardín de niños en idioma inglés en los Estados Unidos. Mucho antes que la mayoría de educadores, adoptó la premisa de que el juego de los niños tiene un valor intrínseco del desarrollo y la educación.
También sirvió como traductora para la primera versión en inglés de un escrito budista que fue publicado en 1844.

## Biografía
Nació en Billerica (Massachusetts), el 16 de mayo de 1804. Era hija del médico Nathaniel Peabody y Elizabeth («Eliza») Palmer; pasó sus primeros años en Salem. Después de 1822 residió principalmente en Boston donde se dedicó a la enseñanza. También se convirtió en una escritora y figura prominente en el movimiento trascendental. Durante 1834-1835, trabajó como asistente del profesor Amos Bronson Alcott en el Temple School, su escuela experimental en Boston. Después de que cerró la escuela, publicó Record of a School (Registro de una escuela), en donde describe el plan escolar y la filosofía educativa para la niñez temprana por Alcott, quien se había inspirado en modelos alemanes.

### Librería
Más tarde abrió una tienda de libros, la Elizabeth Palmer Peabody's West Street Bookstore («librería de la Calle Oeste de Elizabeth Palmer Peabody», en su casa en Boston (c. 1840-1852).
Fue allí donde se celebraron las «Conversaciones», organizadas por Margaret Fuller. La primera de estas reuniones entre mujeres se celebró el 6 de noviembre de 1839. Los temas de estas discusiones y debates fueron variados, abarcaron las bellas artes, la historia, mitología, literatura y naturaleza. Fuller sirvió de «núcleo de la conversación» e intentó dar respuesta a las «grandes preguntas» que enfrentaban las mujeres: «¿Hemos nacido para hacer qué? ¿Cómo lo haremos?, porque pocas disponen para hacerlo por sí mismas incluso si están atravesando sus mejores años.» Muchas figuras en el movimiento por los derechos de la mujer participaron de la reunión, incluyendo Sophia Dana Ripley, Caroline Sturgis, y Maria White Lowell.
En 1840, el  Catalogue of the Foreign Library ofreció varios cientos de títulos en los idiomas alemán, francés, español, italiano e inglés, incluyendo: